# Тамбон

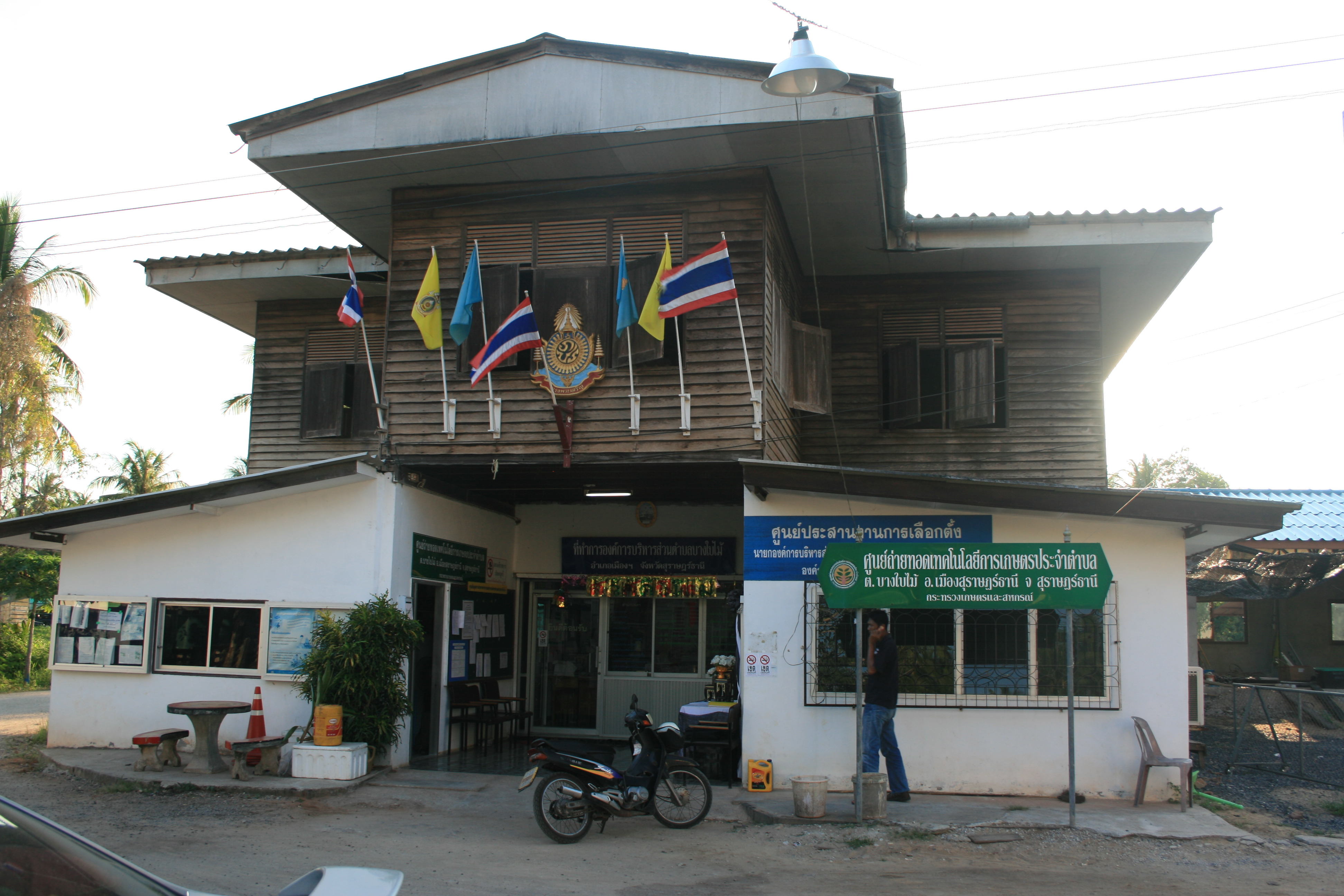
Будинок Адміністрації району Бангбаймай (провінція Сураттані)

Тамбон (тай. ตำบล) — територіальна одиниця третього порядку в Таїланді.
Кожна провінція Таїланду розділена на райони (ампхе), які поділяються на дрібніші адміністративні одиниці — тамбони. Кхети столичного округу Бангкок поділяються на квенги (тай. แขวง). Тамбони і квенги аналогічні територіальним громадам та районам міст в Україні. У 2000 році в Таїланді налічувалося 7254 тамбони та 154 квенги.
Кількість тамбонів — зазвичай 8-10 у кожному ампху. У кожному тамбоні перебувають кілька поселень-сел (мубанів), на 2000 рік у країні їх налічувалося 69307. Найбільші міста можуть займати один або кілька тамбонів. Міста діляться на райони — чумчони.

## Система управління
Керуючий тамбона (กำนัน, kamnan) — представник центральної влади в тамбоні. Є безпосереднім помічником Керуючого ампхе. Він вибирається зі складу «старост сіл». Платня йому надходить із скарбниці центрального уряду.
Адміністрація району (องค์การบริหารส่วนตำบล, Subdistrict administrative organization TAO, вона ж SAO) — орган місцевого самоврядування. Рада Адміністрація району складається з двох представників від кожної мубани у тамбоні та одного безпосередньо обраного голови. До 2001 року маленькі тамбони керувалися Радами тамбонів, а не Адміністраціями районів, проте з 2001 року всі Ради тамбона були перетворені на Адміністрацію району. Той мубан у тамбоні, що належить Муніципалітету (тхетсабану), перебуває у віданні Муніципальної ради. У випадку, якщо тільки частина тамбону знаходиться в межах міста, частина, що залишилася, керується Адміністрацією району. Тамбони одного ампхе, що примикають, можуть мати загальну Адміністрацію району.